# ベニシダ
ベニシダ（紅羊歯、学名Dryopteris erythrosora）は、真核生物ドメイン、植物界、シダ植物門、シダ綱、オシダ科、オシダ属の植物である。日本（本州（主に宮城、新潟県以南）からトカラ列島）を含む東アジア南部、南はフィリピンまで自生し、草原や明るい林内などによく見られる。常緑性で、葉は長さ50cm前後、幅20cm前後の2回羽状複葉。若葉は赤いためにこの名があり、また若い胞子嚢も赤い。観賞用に栽培され、栽培品種も多数ある。胞子が赤い。